# بروك كناب
بروك كناب (بالإنجليزية: Brooke Knapp)‏ هي طيارة أمريكية، ولدت في 1940.